# حمض الفيتيك
حمض الفيتيك أو الفايتيك Phytic acid أو الفيتات Phytates حمض الفيتيك عبارة عن «سداسي فوسفات الإينوسيتول ثنائي الهيدروجين» (inositol hexakisphosphate) ، ويوجد في جميع البقوليات في صورة ملح أحادي أو ثنائي التكافؤ، تم اكتشافه عام 1903م  ويختزن بصورة أساسية بطبقة الأليرون ويعتبر حمض الفيتيك المصدر الرئيسي للفوسفور والاينوسيتول في البذور حيث يمثل الفوسفور الموجود به حوالي 80% من الفوسفور الكلي بالبذور. ويتركز في الفلقات .
- الفيتيك يعد كأحد مضادات التغذية بما له من قدرة على أخذ أو تقليل إتاحة بعض العناصر الهامة مثل الكالسيوم والماغنيسيوم والحديد والزنك والنحاس والفوسفور بالإضافة إلى تكوين معقدات مع البروتين.
- ويعتمد ارتباط الفيتيك مع البروتين على درجة الأس الهيدروجيني والكاتيونات الثنائية ففي الوسط الحامضي يحمل جزيء البروتين شحنة موجبة والفيتيك شحنة سالبة وهو ما يسمح بتكوين معقد منهما .
- وتؤدي زيادة الكاتيونات الثنائية خاصة الكالسيوم إلى دخوله كمنافس للبروتين في المعقد . أما في الوسط القلوي فنجد أن كلاً من البروتين والفيتيك يحمل شحنة سالبة مما يتيح الفرصة لتكوين معقد ثلاثي من البروتين والكاتيون وحمض الفيتيك .
- ارتباط حمض الفيتيك بالبروتين يقلل من فرصة تعرض البروتين للإنزيمات البروتيوليتية لأن الإنزيم بروتين معرض للارتباط بحمض الفيتيك مما يؤثر على نشاطه وفعله التحفيزي .عملية هدم حمض الفيتيك تسمى بانخفاض اينوزيتول متعدد الفوسفات. من الأمثلة: اينوزيتول الخماسى(IP5) والرباعى  (IP4) وثلاثى الفوسفات (IP3).[3]
- وتجدر الإشارة إلى أن فيتات الكالسيوم وفيتات الماغنيسيوم لهما القدرة على أخذ الزنك والحديد والنحاس مما يقلل من إتاحة هذه العناصر لاستفادة الجسم منها .
- وتؤدي عملية النقع إلى تقليل محتوى البذور من حمض الفيتيك نظراً لتواجده في صورة قابلة للذوبان في الماء. وكذا فإن عملية الإنبات تنشط من إنزيم الفيتاز الذي يكسر الحامض ويقلل من نسبته في البذور ، بينما لا تؤثر عملية الطهي وحدها على محتوي الفيتيك نظراً لثباته الحراري.[4]

## أهميتة فيالزراعة
- يوجد حمض الفيتيك في معظم الأغذية النباتية، خاصة الحبوب الغذائية مثل القمح والشعير والذرة والأرز * يتركز بدرجة كبيرة في الطبقات الخارجية من الحبوب حيث يوجد تركيز مناسب من أملاح الفيتات في نخالة الأرز قد تصل ما بين 9.5 - 14 %. كما يوجد في البقوليات مثل البازلاء وفول الصويا بأنواعه ويوجد أيضا في والبذور الزيتية مثل بذور السمسم والفجل .

وقد يعتبر حمض الفيتيك مكوناً غير مرغوب في الغذاء ويمكن التخلص منه كلياً أو جزئياً خلال عمليات التصنيع الغذائى حيث تؤدي المعاملات الحرارية إلى احداث اتلاف جزئي لحمض الفيتيك في الأغذية المعاملة فمثلا :
يؤدي تحميص بذور البن عند اعداد القهوة إلى انخفاض كبير في محتوى الفيتات، كما أن المعاملة الحرارية لدقيق فول الصويا عند نزع الدهن يؤدي إلى فقد حوالي 23% من الفيتات كما إنا التسخين بالميكروويف لمدة 15 دقيقة يؤدي إلى فقد 46% من الفيتات في فول الصويا منزوع الدهن. كذلك أن طهو الأرز في الماء يؤدي إلى خفض كمية الفيتات كثيراً.
كما يمكن ان يحدث هدم لحمض الفيتيك أثناء عمليات تصنيع وتخزين الأغذية نتيجة للتحلل الإنزيمي للفيتات بواسطة انزيم الفيتيز phytase والذي يكون شائعاً في المواد النباتية وخصوصاً في البذور والحبوب. كما يوجد حمض الفيتيك أيضاً في البقوليات في صورة قابلة للذوبان في الماء، لذلك فإن نقع البذور قبل طهيها يقلل من محتواها من حمض الفيتيك، فعند إنبات بذور الفول فأن محتوى تلك البذور من حمض الفيتيك ينخفض كثيراً نتيجة لنشاط إنزيم الفيتيز الموجود في البقوليات، حيث يقوم بهدم وتحليل هذا المركب أثناء الإنبات. كما تقوم الانزيمات الموجودة في الخميرة بالقضاء على معظم حمض الفيتيك خلال عملية الخبز كما تدمر الحرارة معظم حمض الفيتيك الموجود في الخبز وحبوب الإفطار الغنية بالنخالة. وبالتالي فإن هذه الأطعمة المصنعة أكثر أماناً من النخالة الطازجة.
ومن الوجهة الكيماوية فإن حمض الفيتيك عبارة عن سداسي فوسفات الإينوسيتول ثنائي الهيدروجين أو سادسى إسترات الإينوسيتول phosphate ester of inositol -6 ويرمز له بالرمز IP6 ويعد حمض الفيتيك المصدر الرئيسي للفوسفور و الإينوسيتول في البذور حيث يمثل الفوسفور الموجود به حوالي 80 % من الفوسفور الكلي بالبذور.

## الاستخدامات العلاجية
حمض الفيتيك phytic acid. هو حمض هام جدا لكى يعمل الجسم بصورة سليمة حيث يمتزج عنصرى الكالسيوم والماغنسيوم لتكوين أملاح الفيتين بالإضافة للفوسفات العضوية حيث يشكلا أساس الطاقة اللازمة لقيام الجسم بالعمليات الحيوية التي يجريها في كل لحظة.
ويعد حمض الفيتيك من المركبات الهامة والتي تعمل كامضاد للأكسدة داخل الجسم. 
ومن ناحية تغذوية فأن تناول حمض الفيتيك يحول دون تكوين الحصوات المختلفة في الجهاز البولى أو المرارة وأيضا يحول دون حدوث الإصابة بالأمراض السرطانية المختلفة ويحول دون حدوث التسمم الحاد الناجم عن شرب الكحول. كما أنه يحسن من طعم اللحوم والأسماك عند تناولها . .
كما يعمل حمض الفيتيك على اختزال المعادن الثقيلة المتراكمة في الجسم أو ما يعرف بالعلاج الكُلاّبيّ chelation وبها يتم العمل على التخلص من تلك المعادن الضارة ومن أمثلة ذلك : اتحاد حمض الفيتيك مع عنصرى الحديد والكالسيوم والزائدة عن حاجة الجسم لتكوين أملاح الفيتات وبذلك مساعدة الجسم قى التخلص منهما مما يقى الجسم من ضررهما .

## الاضرار التي يسببها حمض الفيتيك
انه يعد كأحد مضادات التغذية بما له من قدرة على خلب أو مسك أو تقليل إتاحة امتصاص بعض العناصر الهامة مثل الكالسيوم والماغنيسيوم والحديد والزنك والنحاس والفوسفور بالإضافة إلى تكوين معقدات مع البروتين. ويعتمد ارتباط الفيتيك مع البروتين على درجة الأس الهيدروجيني والكاتيونات الثنائية ففي الوسط الحامضي يتحمل جزيء البروتين بشحنة موجبة والفيتيك بشحنة سالبة وهو ما يسمح بتكوين معقد منهما . وتؤدي زيادة الكاتيونات الثنائية خاصة الكالسيوم إلى دخوله كمنافس للبروتين في المعقد وارتباط حمض الفيتيك بالبروتين يقلل من فرصة تعريض جزيئ البروتين لفعل الإنزيمات البروتيوليتية وقد يتم بذلك تثبيط عمل الانزيمات البروتيوليتية وذلك لأن الإنزيم عبارة عن بروتينات وبتالى فهو معرض أيضاً للارتباط بحمض الفيتيك مما يؤثر ذلك على نشاطه وفعله التحفيزي. وتجدر الإشارة إلى أن فيتات الكالسيوم وفيتات الماغنيسيوم لهما القدرة على خلب الزنك والحديد والنحاس مما يقلل من إتاحة هذه العناصر واستفادة الجسم منها .
وقد تأكد لعلماء التغذية ان إضافة جرام واحد من مسحوق نخالة القمح إلى طعام كل شخص في كل وجبة وإلى الأطعمة التي توصف بصعوبة الهضم أو التي لا تعطي فائدة غذائية جيدة حيث تعطي هذه الكمية البسيطة نتائج مفيدة جداً لعلاج حالات عسر الهضم والمغص ويمكن تناولها للكبار والصغار على حد سواء. 
كما تعمل النخالة على تقوي الأعصاب وألجهاز التناسلى والعظام وتعدل وظيفة الغدة الدرقية وتنشط العصارات الهضمية وتحفظ الجسم من عدة أمراض وتكسبه الحيوية والنشاط . كما أنها تقي من الإصابة بالتهاب الردب وهو مرض معوي يتميزبتكوين أكياس ملتهبة بارزة من جدران القولون. وكما أن النخالة تقي من الإصابة بالإمساك فهي مفيدة جداً للأشخاص الذين يعانون من البواسير.
يساعد الغذاء المحتوى على قليل من اغلفة حبوب القمح على تقليل مستويات الكوليسترول في الدم و كما يبدو انه يحسن عمليات تمثيل الجلوكوز عند المصابين بداء السكري وهذا الأمر يقلل جرعات الأنسولين والعقاقير الأخرى المخفضة للسكر. كما بينت الدراسات الحديثة إلى ان استخدام نخالة الارز ضمن الوجبات تساعد على تخفيض أيضاً مستويات الكوليسترول في الدم ولكن لم يستطع الباحثون التأكد مما إذا كان سبب هذه الفائدة ترجع إلى الألياف غير القابلة للذوبان الموجودة في النخالة أم الكميات الكبيرة من الزيوت غير المشبعة الموجودة في سويداء الأرز والتي لا يتم فصلها عن قشور الأرز خلال عمليات الطحن حيث انها تمسك بقوة في النخالة.
وبصفة عامة نجد أن كل أنواع الأطعمة الغنية بالألياف تلعب دوراً هاماً في عملية التحكم في الوزن حيث انها تعطي احساساً بالشبع دون تناول كميات كبيرة منها، مما يفسر سبب انخفاض الإصابة بالسرطان والنوبات القلبية الناتجة عن السمنة عند الشعوب التي يحوي نظامها الغذائي على كميات كبيرة من الألياف.
ومن الأضرار المتوقعة من تناول الوجبات الغذائية المضاف اليها نخالة القمح
عندما عرف الناس بفوائد نخالة القمح تعمد الكثير منهم زيادة كميتها عن الحد الذي ذكرناه ولكن اتضح ان هذه الزيادة قد تؤدى إلى زيادة اعراض مرض التهاب الأمعاء وهي حالة مرضية تصبح فيها الأمعاء ملتهبة وبها تقرحات صغيرة بالإضافة إلى ذلك يعمل حامض الفيتيك الموجود في النخالة الطازجة على منع امتصاص الكالسيوم والحديد والزنك والمغنسيوم ومعادن أخرى مهمة للجسم.
وننصح باتباع منهج معتدل وذلك بتناول أنواع الخبز المعمول من دقيق القمح الكامل دون نخلة وكذلك المنتجات الأخرى التي تحتوي على النخالة واستبدال الأرز الأبيض المنزوع النخالة بالارز الأسمر.